# أورسولا بيرنز
أورسولا بيرنز (بالإنجليزية: Ursula Burns)‏ (مواليد في 20 سبتمبر 1958)، سيدة أعمال أمريكية. عملت رئيسًا لشركة فيون ومديرًا تنفيذيًا لها من أواخر عام 2018 إلى مطلع عام 2020، وكبير مستشاري شركة تينيو، ومديرًا غير تنفيذي لشركة دياغو منذ أبريل 2018. وهي عضو في مجلس إدارة شركة أوبر. في عام 2009، أصبحت بيرنز المدير التنفيذي لشركة زيروكس، وهي أول امرأة سوداء تتولى منصب المدير التنفيذي لشركة مدرجة على لائحة فورتشين 500، وأول امرأة تخلف أخرى في منصب رئيس الشركة. شغلت بيرنز منصب الرئيس التنفيذي لشركة زيروكس من عام 2009 إلى عام 2016، وأصبحت رئيسًا لها من عام 2010 إلى عام 2017. في عام 2014، صنفتها مجلة فوربس في المرتبة 22 ضمن قائمة النساء الأقوى في العالم. من بين العديد من المناصب المدنية التي شغلتها، عملت قائدًا لبرنامج العلوم والتكنولوجيا والهندسة والرياضيات في البيت الأبيض من عام 2009 إلى 2016، ورئيس مجلس الصادرات التابع للرئيس من عام 2015 إلى 2016.

## النشأة والتعليم
تولت والدة بيرنز العزباء رعاية ابنتها في منازل باروخ، وهو مشروع سكني في مدينة نيويورك. كلا والدي بيرنز من المهاجرين البنميين. التحقت بمدرسة ثانوية كاتدرائية، وهي مدرسة كاثوليكية للإناث توجد في شارع 56 شرق نيويورك. واصلت تعليمها لتحصل على درجة بكالوريوس في الهندسة الميكانيكية من معهد بروكلين بوليتكنك (حاليًا كلية تاندون الهندسية في جامعة نيويورك) في عام 1980، ودرجة الماجستير في العلوم في الهندسة الميكانيكية من جامعة كولومبيا بعدها بعام. حصلت منذ ذلك الحين على درجات فخرية إضافية من جامعة نيويورك، وكلية ويليامز، وجامعة بنسلفانيا، وجامعة هوارد، ومعهد رينسلير بوليتكنيك، وكلية مدينة نيويورك، ومعهد روتشستر للتكنولوجيا، وجامعة روتشستر، وجامعة زافيير، وجامعة جورجتاون.

## المسيرة المهنية

### زيروكس
عملت بيرنز لأول مرة في شركة زيروكس متدربًا صيفيًا في عام 1980، وبعد حصولها على درجة الماجستير، انضمت لها بصورة دائمة. عملت في مناصب مختلفة في تطوير المنتجات والتخطيط لها في الشركة أثناء الفترة المتبقية من ثمانينيات القرن العشرين. في يناير 1990، اتخذت حياتها المهنية مسارًا غير متوقع عندما عرض وايتلاند هيكس، كبير المسؤولين التنفيذيين آنذاك، عليها وظيفة مساعده التنفيذي. قبلت العرض وعملت لديه مدة تسعة أشهر تقريبًا قبل العودة إلى موطنها لأنها كانت على وشك الزواج. في يونيو 1991، أصبحت مساعدًا تنفيذيًا لرئيس مجلس الإدارة والمدير التنفيذي آنذاك باول ألير. في عام 1999، عُيّنت نائب رئيس قطاع الصناعات التحويلية العالمي. في مايو 2000، عُيّنت كبير نائبي رئيس جهاز الاستراتيجية المؤسسية وبدأت العمل عن كثب مع آن مولكاهي التي كانت ستصبح عمّا قريب المدير التنفيذي، وصفت كلتاهما العمل معًا بالشراكة حقيقية. بعد عامين، أصبحت بيرنز رئيس مجموعة الأعمال التجارية.
في عام 2007، شغلت بيرنز منصب رئيس شركة زيروكس. في يوليو 2009، عُيّنت مديرًا تنفيذيًا، خلفًا لمولكاهي، التي تولت منصب رئاسة الشركة حتى مايو 2010. كانت أول امرأة سوداء تتولى رئاسة شركة مدرجة على لائحة فورتشين 500، وأول امرأة تخلف أخرى رئيسًا لها. بعد تعيين بيرنز مديرًا تنفيذيًا، تولت قيادة جهاز الخدمات الحاسوبية التابع للشركة. في عام 2016، قادت زيروكس في انفصالها إلى شركتين مستقلتين: شركة زيروكس وشركة كوندنت. استمرت في شغل منصب رئيس شركة زيروكس ورئيسها التنفيذي خلال هذه العملية، ثم عُيّنت رئيس شركة تكنولوجيا الوثائق المستقلة. خلفها جيف جاكوبسون بعد تنحيها عن منصبها في ديسمبر 2016. احتفظت بلقب رئيس شركة تكنولوجيا الوثائق حديثة العهد حتى مايو 2017، عندما غادرت مجلس ومنصب رئيس زيروكس.

## روابط خارجية
- أورسولا بيرنز على موقع الموسوعة البريطانية (الإنجليزية)
- أورسولا بيرنز على موقع مونزينجر (الألمانية)
- أورسولا بيرنز على موقع إن إن دي بي (الإنجليزية)